# 손영채
손영채(1954년 10월 18일~)는 대한민국의 정치인이다. 경기도 제11·12대 하남시장(민선, 1995. 7. 1.~2002. 6. 30.)을 지냈다.

## 역대 선거 결과
|  | 31.20% |

|  | 50.41% |

|  | 13.8% |

| 전임 박계민 | 제11·12대 경기도 하남시장 1995년 7월 1일~2002년 6월 30일 | 후임 이교범 |